# 花笠 (植物)

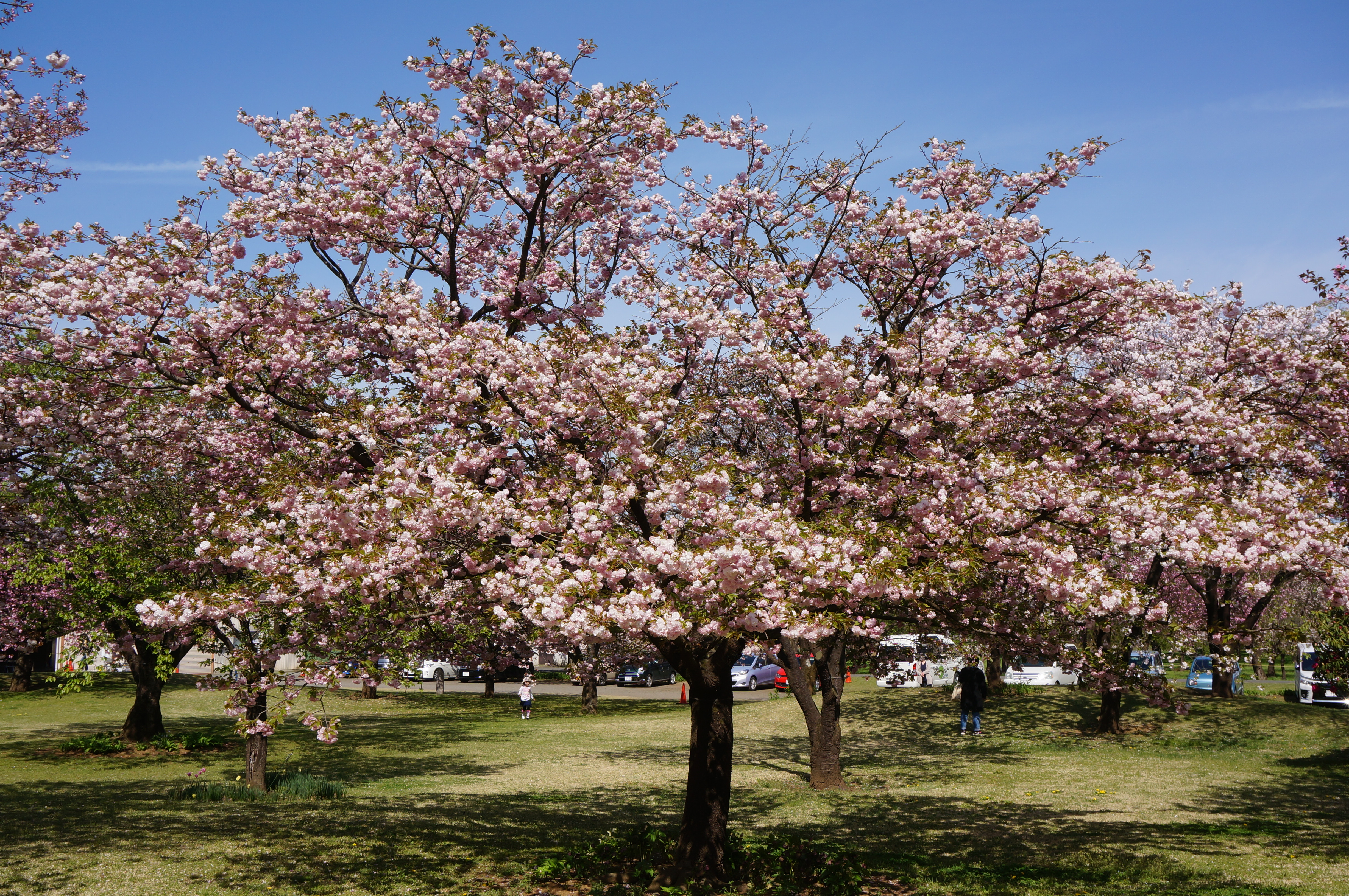

花笠(日语：ハナガサ，學名Cerasus Sato-zakura Group ‘Hanagasa’ Ohwi)是薔薇科李屬的一種植物。這種櫻花是一種原產於日本的八重櫻。這種櫻花誕生於1963年，是 淺利政俊培育出的松前系櫻花品種。這種櫻花的雌蕊呈現葉狀特徵。